# クーシャンクー
クーシャンクー（公相君、Kūshankū、クーサンクー（Kūsankū）は空手の型のひとつ。船越義珍の松濤館でも当初は「公相君（昭林流）」と呼称していたが、観空大（かんくうだい）と改称した。沖縄空手の首里手、日本空手の多くの流派では、クーサンクー大（観空大） と クーサンクー小（観空小）の2つのバージョンがある。クーシャンクーまたはコウソウクン （公相君）という名は、沖縄空手の体系で使用されており、「拳聖君（剣聖、詩聖のような敬称）」の福建省の方言での読み方の当て字であるという説が有力である。1700年代に沖縄を旅した福建出身の中国人 外交官である公相君に由来する命名であるという説があるが、これについては中国人の名前として公という一字の姓は皆無に等しく信憑性が低い。 この型はクーンサンウ（ハングルで공상군 ）として韓国でも同様の漢字で書き、韓国唐手道（Tang Soo Do、당수도）でも実践されている 。韓国唐手道のほとんどの道場では「大」のみを練習するが、大と「小」の両方を練習する流派もある。 

## 概要
クーシャンクーは、空手の多くの流派の基礎となるものである。 白鶴拳に見られるような流麗な技を用いることが特徴であり、また多彩な開脚技を持つ。松林流の空手では、飛び蹴りと、片足を地面に沿って伸ばし、もう片方の足をできるだけ低くしゃがんで（裏構え）相手の攻撃の機会を奪う「欺瞞」の立ち方で知られる。この技の分解として考えられるものには、背後から抱きつかれた場合、体をひねって相手の手から落ちることで逃れることができるものがある。この構えに伴う手技は頭部を封じつつ、股間、膝、足への攻撃を可能にする。その技の複雑さから、クーシャンクーは松林流の中でも最高位かつ最も複雑な型とも言われている。
松濤館の空手では、観空大は65動作を約90秒で行う。船越義珍が愛用した型であり、流派の代表的な型でもある。観空小の演武線は観空大と似ているが、始まりが異なる。流派の必修型であり、技術的な価値も高い。 糸洲安恒の努力により、ピンアン（平安）の型には観空大の要素が含まれている。
1939年（昭和14年）6月、大日本武徳会長、林銑十郎陸軍大将以下関係者を招いて行われた大日本武徳会沖縄支部武徳殿開殿式においての記念演武会で松林流開祖、長嶺将真は「北谷屋良ノ公相君」、名喜真朝増は「公相君大」、奥原宗廣は「松村ノ公相君大」を演武。
全空連の得意形リストにあるチャタンヤラ・クーサンクー（北谷屋良公相君／チャタンヤラクーシャンクー）は、沖縄の喜屋武朝徳から少林寺流、少林流、松林流に伝承された型であり、糸東流には本来存在しなかった型であったが、近年になってから松林流から取り入れて競技用にアレンジし、世界大会等で脚光を浴びるようになったもので、本来の喜屋武朝徳伝とは細部が異なっている。

## 参考
1. ↑  『琉球拳法 唐手』富名腰義珍・著　大正11年発行 武侠社
2. 1 2  “空手道詳説(44)”.   崇武館 館長 飛鳥宗一郎. 2024年5月16日閲覧。
3. ↑  Green, Thomas (2001). Martial Arts of the World: An Encyclopedia. Santa Barbara, California: ABC-CLIO. pp. 366
4. ↑  Gursharan Sahota, The Shotokan Karate Handbook - Beginner to Black Belt, ISBN 0-9524638-0-6
5. ↑  https://note.com/motoburyu/n/n19fbf5b2c55a
6. ↑  https://note.com/motoburyu/n/n7b69774fd6d6